# Hall of Fame Tennis Championships 2014
Hall of Fame Tennis Championships 2014 — тенісний турнір, що проходив на трав'яних кортах у місті Ньюпорт, США з 7 липня. Належав до категорії ATP World Tour 250.

## Фінальна частина

### Одиночний розряд
Ллейтон Г'юїтт —  Іво Карлович 6–3, 6–7(4–7), 7–6(7–3)

### Парний розряд
Кріс Гуччоне /  Ллейтон Г'юїтт —  Джонатан Ерліх /  Ражів Рам 7–5, 6–4